# Oxystomina astridae
Oxystomina astridae is een rondwormensoort uit de familie van de Oxystominidae. De wetenschappelijke naam van de soort is voor het eerst geldig gepubliceerd in 1979 door Jensen.